# Chiesa del Pater Noster
La chiesa del Pater Noster è un luogo di culto cattolico situato sul monte degli Ulivi a Gerusalemme.
In tale luogo viene commemorato l'insegnamento del Padre Nostro, prestato da Gesù ai suoi discepoli. In essa sono presenti ottanta traduzioni di tale preghiera, in più di 100 lingue diverse, secondo una pratica d'epoca crociata affermata nei resoconti dei pellegrinaggi contemporanei. Essa è parte di un monastero di monache carmelitane conosciuto come Santuario di Eleona (in lingua francese: Domaine de l'Eleona).
La chiesa del Pater Noster si trova a destra dei resti della Chiesa di Eleona, edificio di culto bizantino risalente al IV secolo. Le rovine furono scoperte all'inizio del XX secolo e in parte ricostruite. Oggi la superficie sulla quale si trovavano le due chiese e il monastero appartiene formalmente alla Francia, che in seguito alle capitolazioni ottomane lo amministra come Dominio di Eleona (in francese: Domaine de l'Eleona). Questa entità è inclusa all'interno del dominio nazionale francese in Terrasanta, formalizzato dall'accordo Fischer-Chauvel del 1948-49. L'accordo non è stato ratificato dal parlamento israeliano.

## Storia
Venne edificata in tale luogo una chiesa per volere della madre di Costantino, Elena. Tale chiesa venne distrutta dai persiani nel 614 e successivamente ricostruita dai crociati. L'edificio attuale è stato costruito nel XIX secolo.

### Incidente diplomatico
Il 7 novembre 2024 il sito di Eleona è stato interessato ad un episodio che ha determinato un incidente diplomatico tra Francia ed Israele. La polizia israeliana è intervenuta all'interno del santuario ed ha arrestato due gendarmi francesi che proteggevano il luogo. Questo ha determinato una ferma protesta del governo francese.

## La preghiera su maioliche

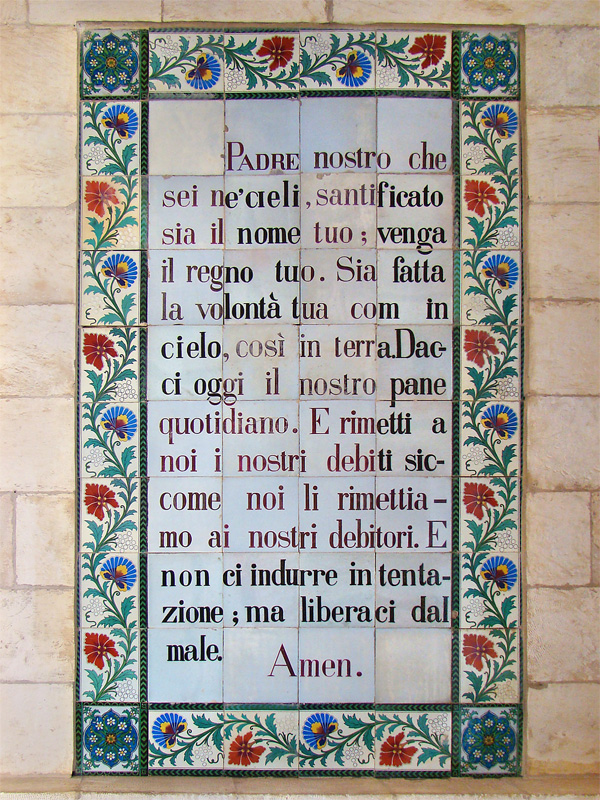
Padre nostro

Una delle particolarità della chiesa del Pater Noster è la presenza nei suoi chiostri di un gran numero di traduzioni della preghiera. Tra queste, troviamo pressoché tutte le lingue nazionali europee, molte di quelle locali (anche con diverse varietà), e molti linguaggi dell'Africa, dell'Asia e delle Americhe. Molte delle lingue africane provengono da Paesi un tempo dominati dall'impero coloniale francese. Alcune delle diciture con cui sono presentate sui pannelli sono un po' obsolete: per esempio il russo viene chiamato moscovita, mentre lo scots viene detto dorico.